# Acacia stipellata
Acacia stipellata är en ärtväxtart som beskrevs av Diederich Franz Leonhard von Schlechtendal. Acacia stipellata ingår i släktet akacior, och familjen ärtväxter. Inga underarter finns listade i Catalogue of Life.